# Ierxov
Ierxov - Ершов (rus) - és una ciutat de l'óblast de Saràtov, a Rússia. Es troba a la vora del riu Bolxoi Arkadak, prop de la seva desembocadura al Khopior. És a 178 km al sud-est de Saràtov.

## Història
Ierxov va començar com un poble fundat el 1893 prop de l'estació de ferrocarril de Iérxovo, en la línia Riazan-Uralsk. El 1895 s'hi construí una línia fins a Pugatxov. Aquest nom prové del cognom de l'enginyer encarregat de construir-la. El 1898 es dotà l'estació d'un dipòsit de locomotores i tallers. El 1914 el nombre d'habitants de la vila (aleshores i fins al 1917 dins la gubèrnia de Samara) arribà als mil habitants. El 1928 esdevingué centre administratiu del raion.
Finalment el 1963 rebé l'estatus de ciutat.

## Demografia
| 1959   | 1970   | 1979   | 1989   | 1996   | 2008   | 2009   | 2013   |
| ------ | ------ | ------ | ------ | ------ | ------ | ------ | ------ |
| 18 300 | 21 700 | 22 300 | 24 500 | 25 600 | 23 400 | 23 384 | 20 927 |